# AeroShot
AeroShot (рус. воздушный выстрел) — устройство доставки кофеина к рецепторам организма через дыхательные пути за счёт моментального всасывания вещества в кровь во время обмена веществ в капиллярах лёгких.
Выпускается компанией Breathable Foods (рус. Вдыхаемая еда).

## Принцип действия
Устройство действует по принципу ингалятора, распыляя содержащийся в нём чистый кофеин, превращая его в мелкодисперсную воздушную взвесь.
В результате, поступая через дыхательные пути, вещество моментально попадает в кровь и усваивается организмом.
Аппарат призван заменить собой чашку кофе в любой дороге, в ситуации, когда под рукой нет питьевой воды или отсутствует время на перерыв, но есть необходимость взбодриться.

## Безопасность
Управление по продовольствию и медикаментам США (Food and Drug Administration, FDA) высказало опасение, что ингаляторы представляют опасность для детей и подростков. В официальном письме в адрес компании Breathable Foods FDA утверждает, что изготовитель устройства вводит покупателя в заблуждение, указывая что препарат может как вдыхаться, так и приниматься внутрь. Это, в частности, может приводить к тому, что пользователи могут попытаться вдохнуть препарат в свои лёгкие, что может быть небезопасным.
FDA также указывает, что в то время как на сайте компании сказано, что продукт не предназначен для детей до 18 лет, на самой упаковке указан возраст 12 лет. Одновременно с этим рекламная кампания направлена в том числе и на эти возрастные группы, поскольку предлагает использовать ингалятор во время учёбы.